# Chiesa dei Santi Isidoro e Eurosia
La chiesa dei Santi Isidoro e Eurosia è un luogo di culto cattolico di Roma, nel quartiere Ostiense, in via delle Sette Chiese.

## Storia
La chiesa si trova sul percorso che i fedeli percorrono nella visita alle Sette Chiese di Roma. Una lapide esterna alla chiesa informa che essa fu costruita nel 1818 per opera di monsignor Nicola Maria Nicolai, la cui famiglia vi possedeva un podere a confine con la via omonima noto come tenuta dei 12 cancelli. Caduta in rovina nel corso dell'Ottocento fu acquistata e restaurata dal sacerdote oratoriano Generoso Calenzio. Conosciuta popolarmente come la chiesoletta, al Valadier è attribuito il pronao d'ingresso. Nel portico si ammirano tre bozzetti a rilievo in gesso, ritenuti opera di Antonio Canova: il primo rappresenta la Vergine col Bambino e San Giovanni Battista; il secondo il Salvatore che accoglie tra le braccia i fanciulli; ed il terzo San Giovanni Battista che battezza Gesù Cristo.
L'interno della chiesa si presenta a navata unica, con un solo altare centrale, quattro finestre laterali ed una cantoria. L'altare è in marmo policromo.
Oggi la chiesa è annessa della parrocchia di San Filippo Neri in Eurosia ed è gestita dalla Confederazione dell'oratorio di San Filippo Neri.